# Манастир Грабовац
Манастир Грабовац са црквом Светог Оца Николаја се налази у месту Грабовац око 10 km од Обреновца, на путу који води ка Бањанима. Саграђен је на месту ранијег манастира, за који се верује да су га подигли краљеви Милутин и Драгутин крајем 13. века. Крај манастира се налази капела на извору Видан воде, која се користи за крштења. Ова минерална вода је према народном веровању лековита.
Зато што представља важно сведочанство културно-историјских прилика у Србији крајем 19. века и континуитета развоја манастирског живота од почетка 14. века у околини Београда, манастир је проглашен као непокретно културно добро за споменик културе.

## Предања и историја
Око периода градње манастира у 13. веку, нема размимоилажења ни у предању, ни у литератури и везани су за краља Драгутина и његово добијање Посавине, тада дела Угарске, на управљање од угарског краља Ладислава IV Куманца. По легенди, краљ Драгутин је подигао манастир на месту близу извора лековите воде, где је нашао лек за повређену ногу после пада с коња у граду Јелечу, 1282. године.
Прво рушење манастира је било 1521. године када се нашао на путу за Београд војсци Сулејмана Величанственог. Касније је манастир био обновљен са нарочитом милошћу будимског везира, што манастирски летопис са признањем истиче и налазио се, према турским пописима из 1572. године, на списку пореских обвезника. Улога манастира за очување националног духа и православља је временом била велика, где је крајем 17. века у великој сеоби Срба под вођством патријарха Арсенија Чарнојевића 1690. године, одржан последњи Сабор српске православне цркве пре преласка преко Саве. Та улога манастира је посебна забележена уочи и током Првог српског устанка, где се у њему окупљала устаничка војска и кренула у борбу против Турака. После пропасти устанка, манастир је срушен и спаљен до темеља, када су страдали црква и манастирске ћелије, звона су однели Турци, а ризница опљачкана. Каснијих година манастир је обновљен али и не довршен, све до 1859. године за време владавине кнеза Милоша Обреновића. Те године је завршен конак и у њу пресељена основна школа која је била отворена у порти манастира.
На захтев сељака да би лакше дошли до манастирске земље, манастир је 1865. године постао парохијска црква и тако све до 1890. године када је почела изградња манастирске цркве на темељима порушене из 1813. године. Сачувани натпис указује да је данашњу манастирску цркву сазидао 1894. године „мајстор из Македоније” на темељима претходне грађевине. Статус манастира је враћен 1928. године, али не и имање, бар не у оним границама пре укидања.
Нови манастирски конак је подигнута на темељима старог, у периоду од 1975. до 1980. године, залагањем духовника Дамаскина и игуманије Анастасије Спасојевић и сестре Харитине, који су сахрањени у порти манастира.
Унутрашњост цркве поново је осликана у периоду од 1988—1990. год. Следеће, 1991. год. на цркви је постављен нови крст, а 1993. обновљена је постојећа фасада и постављена чесма крај извора.

## Манастирска црква

### Архитектура
Манастирска црква је конципирана као једнобродна грађевина централног типа са основом у облику слободног крста. На источном делу храма налази се изнутра полукружна, а споља тространа апсида, док се над централним простором наоса уздиже велико кубе. Обрада фасада спроведена је наизменичним полихромним ређањем малтерисаних трака окер и црвене боје, по угледу на примере српске средњовековне архитектуре. Најдекоративније обрађен је западни портал цркве, издвојен из масе западне фасаде у виду трема ослоњеног на два камена стуба, изнад ког се налази велика, декоративно обрађена камена розета.

### Живопис
Иконе на еклектички обликованом иконостасу насликао је 1893. године Живко Југовић. Унутрашњост цркве живописана је фрескама које су настале у периоду између 1988. и 1990. године. Радове изводе иконописци: Лазар Лечић, Саша Савић и Горан Десанчић. Капела је осликана нешто касније. Чудотворна икона Пећке Богородице, икона светих врачева Кузмана и Дамјана, икона Светог Ђорђа и др. У цркви се чува мермерна плоча посвећена ослободиоцима Београда 1806. године, у знак сећања на њихово окупљање код манастира Грабовца пред полазак на Београд. Прва стручна обнова и рестаурација урађена је 1931/32. и 1952/54 године.

## Библиотека
И поред многих невоља, кроз векове, манастир је сачувао доста вредних уметничких предмета. Библиотека има 113 рукописа од којих су многи из времена настанка самосталности српске цркве. Ту је Ромулово јеванђеље из 14. века, Диоптра-зборник о чувању душе из 15. века. После подметнутог пожара осамдесетих година у конацима, многе књиге и други предмети пребачени су у Београд.

## Манастир данас
До 1970. године манастир је био мушки, а од тада је преименован у женски све до 2018. године, када опет постаје мушки манастир. Настоитељ манастира је Јеромонах Андреј.
У манастирском конаку, 1994. године прослављено је 710 година од подизања манастира.